# Viguiera montana
Viguiera montana là một loài thực vật có hoa trong họ Cúc. Loài này được Rose miêu tả khoa học đầu tiên năm 1891.